# Nono Belune
Jose Antonio Beyloune (Isla de Margarita, Nueva Esparta, Venezuela; 8 de julio de 1985
) más conocido como Nono Belune es un DJ, Productor. Remixer, Personalidad de radio y Compositor Venezolano de música electrónica, orientado al género House. En 2006 figuró en la lista de TopDJsVenezuela.com como Mejor Dj del País en el número 15. Actualmente se considera como uno de los discjockeys más reconocidos dentro del género electrónico en Venezuela, además de ser uno de los de mayor vigencia.

## Biografía

### Inicios
Jose inicia a la edad de 14 años como DJ de forma amateur, pero no es hasta el año 2002 cuando entra en la escena electrónica profesionalmente, haciendo presencia en eventos masivos y muchas de las discotecas más reconocidas dentro del país. En el mismo año incursiona en la movida radiofónica al formar parte del personal del programa Perímetro Margariteño, transmitido por la estación radial La Mega, en su señal en la isla.

### 2009 - 2011: Primera producción y consolidación

#### 2009
Durante el 2009 lanza su primera pista original al mercado con el nombre de Island Madness editada por el sello Music Over Life, la cual también fue remixada por el DJ y productor Eduardo Javith. También lanza un segundo tema original, Wtfit, además de un remix del sencillo de Angelo & Nicosia Free Your Mind editado por el sello Overskin Recordings; este mix lo produce junto al DJ Luigi Daniell.
Para diciembre del mismo año participa junto a DJ Abuelo en el recital del grupo de ska venezolano, Desorden Público, en su presentación en la Isla de Margarita con motivo de su gira aniversario de 25 años.

#### 2010
Para el 2010 se renueva en la escena electrónica con pistas de larga duración como Abrecamino, What the fuck is this y Mi son; temas que reciben remixes de discjockeys de nombre en la escena del país como Eduardo Javith con el que ya trabajaría anteriormente, además de Luis Caballero y Lu Geremine.
Colabora con un remix del sencillo Eleggua producido por el DJ Juan E, editado por la compañía discográfica 76 Recordings

#### 2011: Venezuela Electrónica Vol.4
Forma parte, junto a diversos DJs emergentes, del reconocido compilado Venezuela Electrónica en su cuarta edición; hace su aporte con el tema original Margarita Angels. Participa junto a Luigi Daniell en un nuevo tema a principios de año denominado Be Yourself, el cual sería remixado por DJ Javith y Eric Harary además de editados por el sello Session Trax.
A partir de este año se hace regular en los especiales de fin de año, los 24 y 31 de diciembre en la estación radial La Mega a nivel nacional.

### 2012 - 2015: Elite Group Venezuela, vuelta a los escenarios y nuevos lanzamientos

#### 2012
Este año representa quizás uno de los más importantes de su carrera al formar junto a muchos de los más reconocidos DJs de la escena local, la agencia Elite Group, nombres como los de Ruben Amaya, JJ Jefferson y Gustavo Garrido (DJ Geeh), hacen vida en la misma. Esta se crea con el objetivo de funcionar como una agencia de representación musical, apoyo audiovisual y técnico, además de ser una productora de eventos masivos con gran presencia nacional y de forma emergente internacionalmente.
Regresa a la radio nuevamente por La Mega, con el programa Elite Group Radio transmitido en la isla de margarita por la señal 91.1 FM de la radio estación.

#### 2013 - 2014: Presencia en festivales y NB Sessions
Vuelve a los eventos masivos figurando en la lista de uno de los festivales de música electrónica más importantes del país como el Festival SC, compartiendo tarima con figuras destacadas como Zardonic, además del festival emergente Electro Paradise en la Isla de Margarita junto a Victor Porfidio.

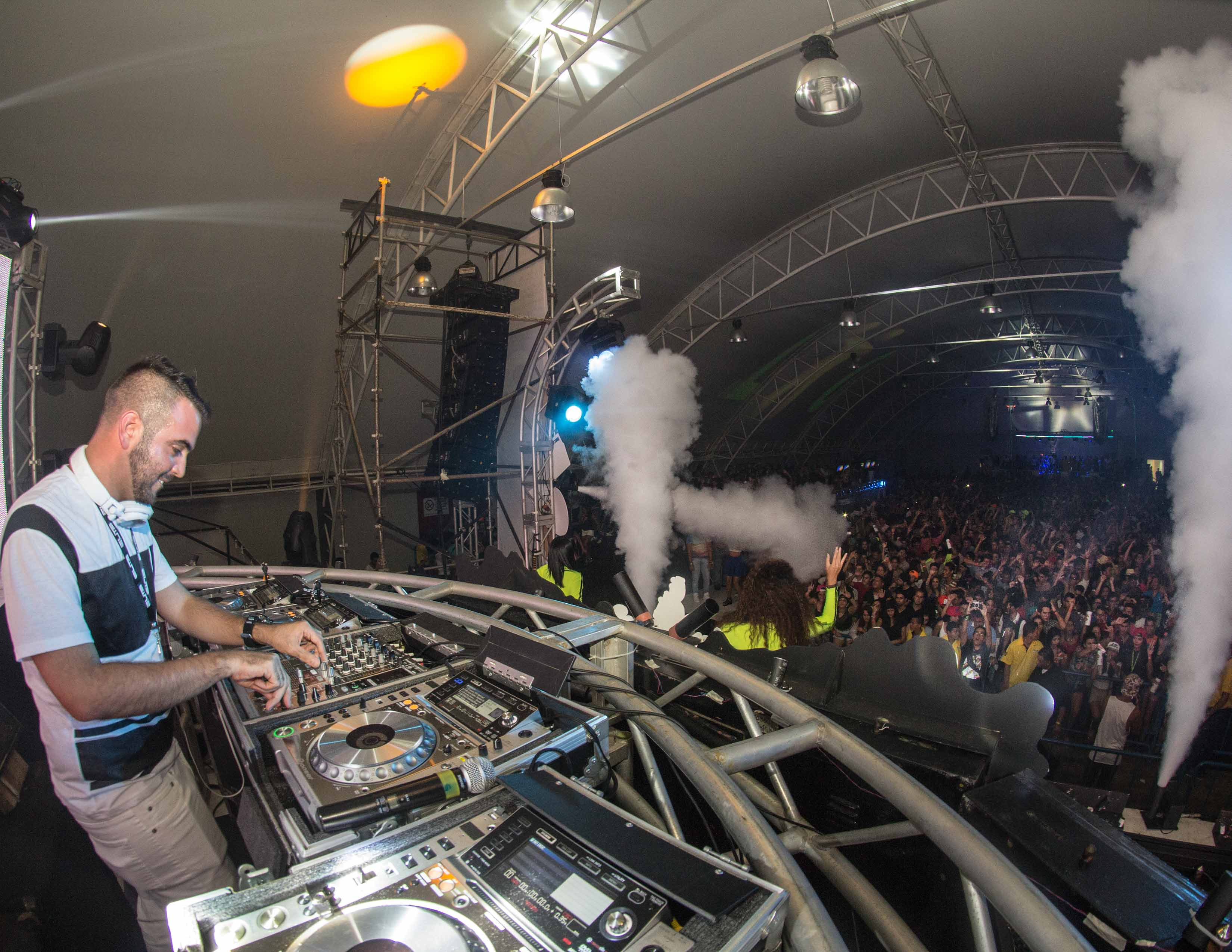
Nono Belune en el Electro Paradise 2015

Renueva su producción musical con el tema Amanecer (feat. Diana Chacon), que recibe remixes de los DJs Ruben Amaya y Javith. Este tema es editado por el sello discográfico Culturas Records. Así como la producción musical, también incursiona en la transmisión de sus sesiones musicales denominadas como NB Sessions, a través de podcasts transmitidos por medio de sistemas de suscripción en línea como SoundCloud y Podomatic.

#### 2015
Se presenta nuevamente en el festival margariteño de música electrónica Electro Paradise en su segunda edición, compartiendo escena con DJ internacionales como el italiano Max Bragantini y Mark M, venezolano residente en miami. A finales del año, a mediados de noviembre, lanza la que sería su décima producción original llamada Hey Kid, editada por la discográfica In Progresso; tema que como es común recibió diversos remixes por DJs como el acostumbrado Eduardo Javith, Ruben Amaya, JJ Jefferson, entre otros.

### 2016 -Actualidad

#### 2016:This Is What We Want To Do For Life
Participa en uno de los eventos más grandes que se celebra anualmente en el estado Zulia la Expozulia en una tripleta junto a la DJane Andrea Ferrati y al Dj Ernesto Tenorio. A mediados de octubre participa en el festival Expo DJ Venezuela junto con la presencia de más de 73 exponentes del género electrónico, quizás el festival con mayor convocatoria artística del género en el país.
A mediados de diciembre, por medio de la discográfica In Progresso, publica la que es su última producción hasta la fecha llamada This is what we want to do for life, la cual incluye una reedición del tema de 2015 Hey Kid junto al productor y DJ de trance danés, RAM, además de una re-publicación del tema Margarita Angels y una nueva pista original, Blessed Beats, con un remix de la misma producida por Dj Javith.

#### 2017
Junto a DJ White Chris, un artista en ascenso de la escena electrónica en Venezuela que hace vida igualmente en la agencia Elite Group, forman el dúo White & Belune buscando dar una propuesta nueva al mercado, así como también profundizar sus horizontes internacionales.

## Vida personal
Dirige la organización sin fines de lucro Toy Colaborando, a través de la cual realiza distintos eventos benéficos por medio de los que recauda fondos que aporta a distintas casas hogares del país. En conjunto de componentes de su agencia Elite Group, dicta un taller gratuito de música electrónica en la ciudad nueva espartana de La Asunción con el objetivo de proporcionar a la comunidad en general conocimientos básicos sobre como ser un discjockey, también buscando incentivar el talento local.

## Discografía
- 2009: Island Madness (Original & Javith Mix)
- 2009: Wtfit (Original & Drum Movement Mix)
- 2010: Abrecamino (Original, Dub & Luis Caballero Mix)
- 2010: What the fuck is this (Lu Geremine Mix)
- 2010: Mi son (Original, Dub & Javith Mix)
- 2011: Be Yourself (Original with Luigi Daniell, Javith & Erick Harary Mix)
- 2011: Margarita Angels (Original)
- 2014: Amanecer (Original with Mauro C, Don Nadie, Eduardo Javith, Luis Borges & Ruben Amaya Mixes)
- 2015: Hey Kid (Original with RAM, Eduardo Javith, Pedro Gil, Ruben Amaya & Tony Merola, Socko, Luis Caballero & JJ Jeferson Mixes)
- 2016: This Is What We Want To Do For Life

### Remixes
- 2009: Angelo, Nicosia - Free Your Mind (Luigi Daniell & Nono Belune Remix)